# أفوبينزون
أفوبينزون (بالإنجليزية: Avobenzone)‏ هو مكون قابل للذوبان في الزيت يستخدم في منتجات واقية من الشمس لامتصاص الطيف الكامل للأشعة فوق البنفسجية.

## التاريخ
تم تسجيل براءة اختراع أفوبينزون في عام 1973 وتمت الموافقة عليه في الاتحاد الأوروبي في عام 1978. تمت الموافقة عليه من قبل إدارة الغذاء والدواء في عام 1988.

## الأمان
على الرغم من أن عقار أفوبينزون يعتبر آمنًا، إلا أن منتجات التفكك قد يكون لها آثار صحية كبيرة وتستمر في البيئة. وجدت دراسة حديثة في جامعة موسكو الحكومية أن الماء المكلور والأشعة فوق البنفسجية يمكن أن يتسبب في تفكك أفوبينزون إلى العديد من المركبات العضوية الأخرى، بما في ذلك؛ الأحماض العطرية والألدهيدات والفينولات والأسيتوفينون التي قد يكون لها آثار صحية ضارة.